# 微子镇站
微子镇站位于中华人民共和国山西省长治市潞城区微子镇，是邯长铁路上的一个铁路车站，建于1975年，现办理客货运业务，车站及其上下行区间均已电气化。车站距离邯郸站203公里，由中国铁路北京局集团邯郸车务段管辖，是三等站。

## 邻近车站
1. ↑  . 河北新闻网. 2019-12-16  [2021-01-08]. （原始内容存档于2021-01-10）. 该段管辖京广线窦妪站至小康庄站、邯长线林村站至北舍站、马磁线七公里站至磁山站及沙午线各站